# MSV Lüneburg
Der MSV Lüneburg war ein Sportverein aus Lüneburg. Die erste Fußballmannschaft spielte drei Jahre in der Gauliga Niedersachsen bzw. Osthannover. 

## Geschichte
Der Verein wurde im Jahre 1928 als Lüneburger SV gegründet. Nach der Wiedereinführung der Wehrpflicht im Jahre 1935 änderte der Verein seinen Namen in Militär-Sport-Verein Lüneburg. Durch zahlreiche vor Ort stationierte Wehrpflichtige wie Siegfried Rachuba erreichten die Lüneburger im Jahre 1938 die Gauliga Niedersachsen, nachdem sich die Mannschaft in der Aufstiegsrunde gegen den FV Woltmershausen und den VfB Braunschweig durchsetzen konnte. In der Gauliga konnte die Klasse nur knapp gehalten werden, ehe der Ausbruch des Zweiten Weltkrieges für den Rückzug der Mannschaft sorgte.
In den Jahren 1942 und 1943 scheiterte der MSV in der Aufstiegsrunde an Eintracht Hannover bzw. SpVgg Hannover 97. Daraufhin wurden die Lüneburger in die neu geschaffene Gauliga Osthannover aufgenommen, in der die Mannschaft Fünfter wurde. Bei Sparta Bremerhaven musste sich der MSV mit 0:12 geschlagen geben. Mit Kriegsende wurde der MSV aufgelöst und der Lüneburger SV wurde neu gegründet. Der LSV kam jedoch nicht über regionale Ligen hinaus. Am 1. März 2008 fusionierte die Fußballabteilung mit dem Lüneburger SK zum FC Hansa Lüneburg, der sich seit dem 1. Juni 2011 Lüneburger SK Hansa nennt.

## Handball
Die Handballabteilung des MSV Lüneburg wurde Meister der Handball-Gauliga Niedersachsen 1938/39 und qualifizierte sich dadurch für die Deutsche Feldhandball-Meisterschaft 1938/39, bei der die Lüneburger jedoch bereits in der Gruppenphase ausschieden.